# Huaca Dos Cabezas
Huaca Dos Cabezas es un sitio arqueológico ubicado cerca a la desembocadura del río Jequetepeque, oeste de la ciudad homónima, el cual corresponde principalmente al Intermedio Temprano. Es uno de los yacimientos más grandes del valle, rivalizando con Pacatnamú. A pesar de haber sufrido intensos saqueos y deterioro natural, las siluetas de sus murallas y pirámides son todavía fácilmente identificables. 

## Toponimia

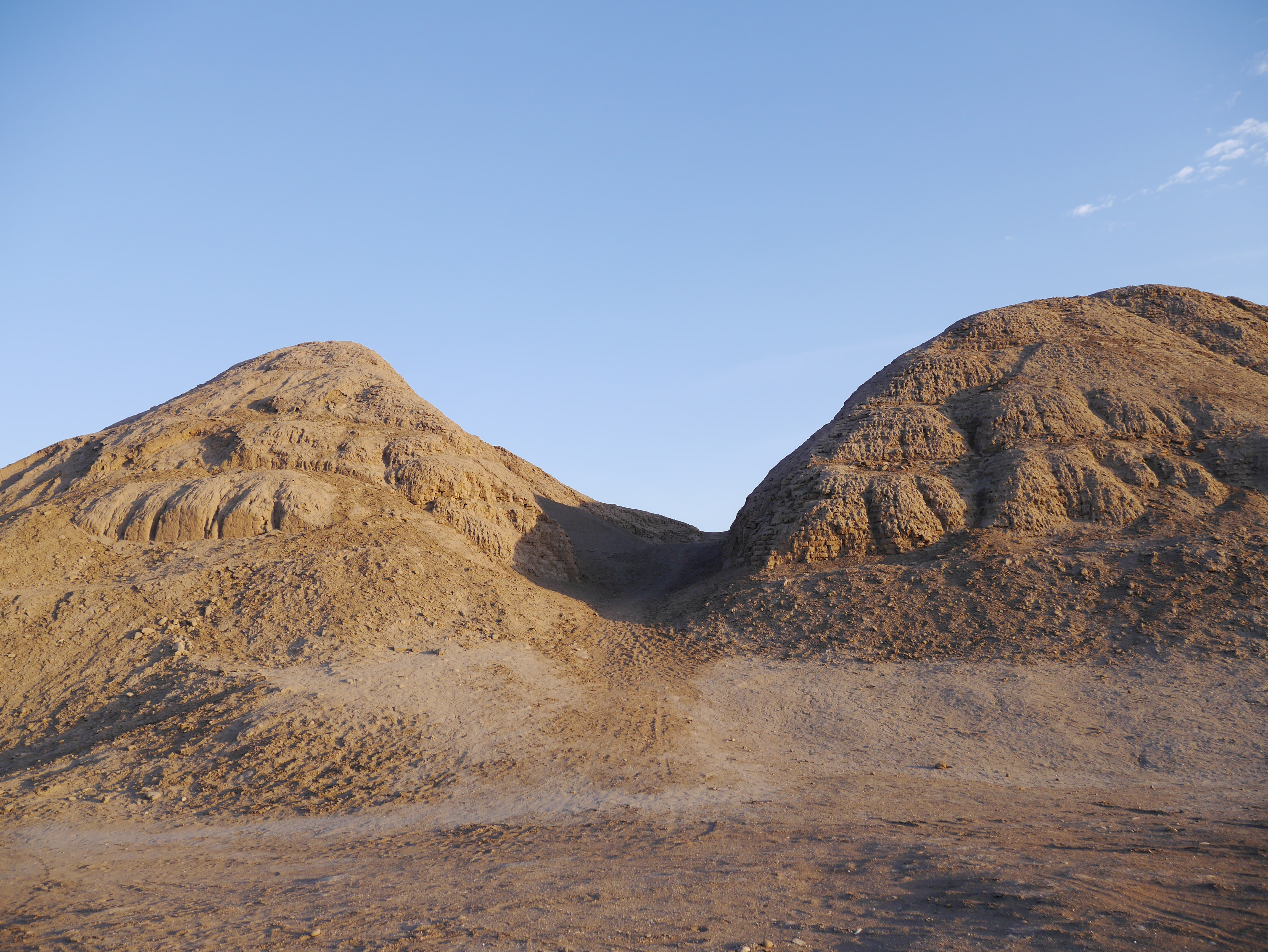
El socavón de saqueo en la pirámide. A la izquierda, al pie, yace el montículo de escombros.

"Huaca" es un término que en Perú, se asocia con cualquier yacimiento arqueológico monumental precolombino. Por su parte, el apelativo "Dos Cabezas" se le otorgó gracias al socavón existente en la cima de la pirámide principal, creando dos proyecciones que fueron comparados con cabezas. El socavón fue ocasionado por saqueos en búsqueda de tesoros perpetrados durante la época virreinal. No es el único sitio que ha padecido esta clase de alteraciones, pues Mina Perdida (valle de Lurín) y La Florida (valle del Rímac) también exhiben socavones producto de saqueos.

## Ubicación
Está asentada en el valle bajo de Jequetepeque, en la margen izquierda del pequeño delta del río. El lugar se encuentra rodeado por campos agrícolas. Hay presencia de vientos fuertes debido a su  proximidad con el océano Pacífico. Dentro de la organización administrativa inca, estuvo encuadrada en el Chinchaysuyo. 

## Cronología

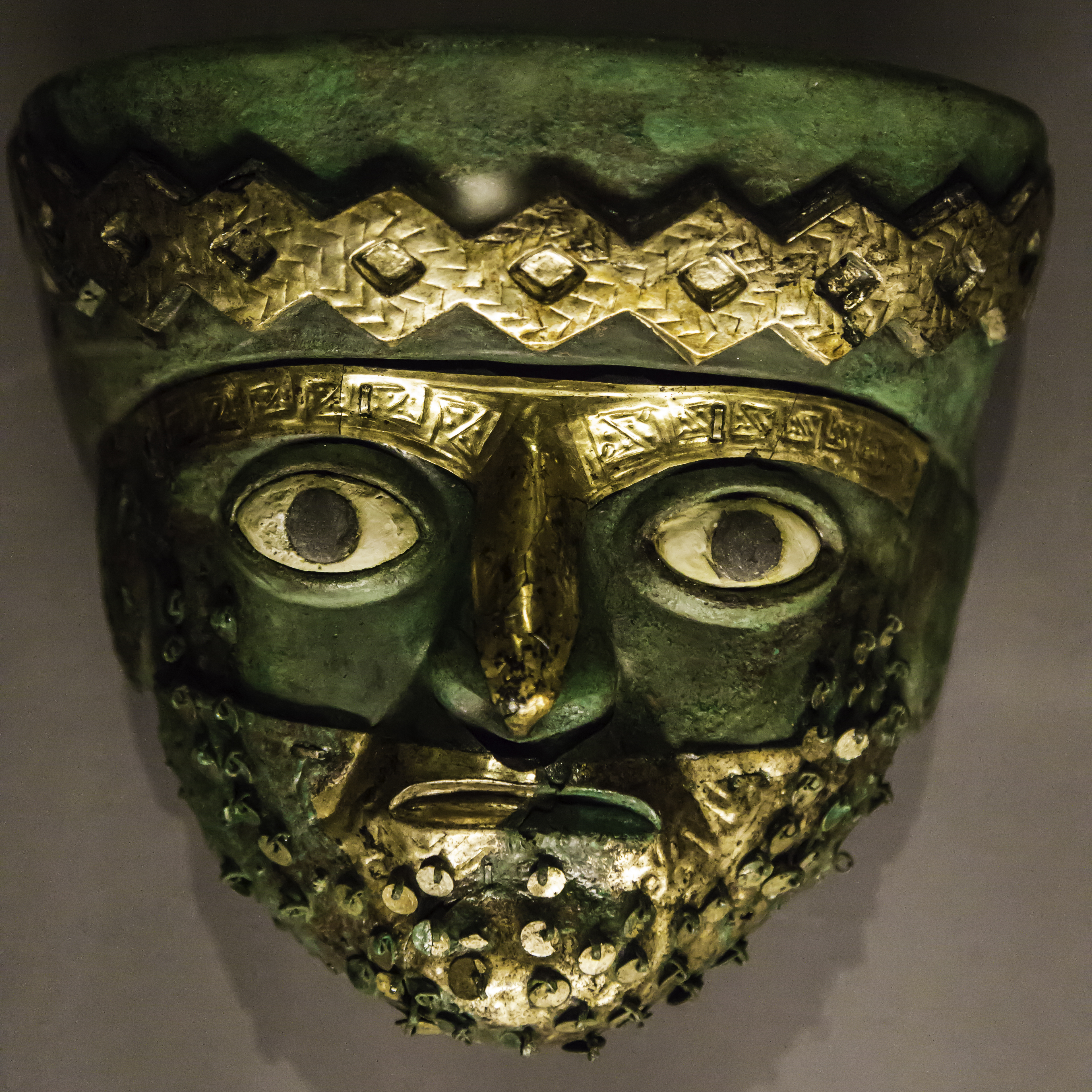
Máscara funeraria mochica encontrada en Dos Cabezas

Aunque la zona donde se asentó Dos Cabezas estuvo habitada desde el Arcaico, aproximadamente 3800 años atrás, los edificios fueron levantados durante el Intermedio Temprano por los mochicas. Se calcula que esto debió ocurrir hacia el año 300. La pirámide principal pasaría por 4 periodos distintos de ampliación, aumentando en tamaño y complejidad. El sitio fue finalmente abandonado aproximadamente en el año 650, aparentemente a consecuencia de tormentas de arena. Una población residual se mantuvo, aunque igualmente se marchó poco después. Alrededor del año 1470, durante el Horizonte Tardío, el Imperio incaico construyó un pequeño santuario en un lateral de la pirámide, el cual fue dañado y enterrado durante la ejecución del socavón virreinal.

## Arquitectura

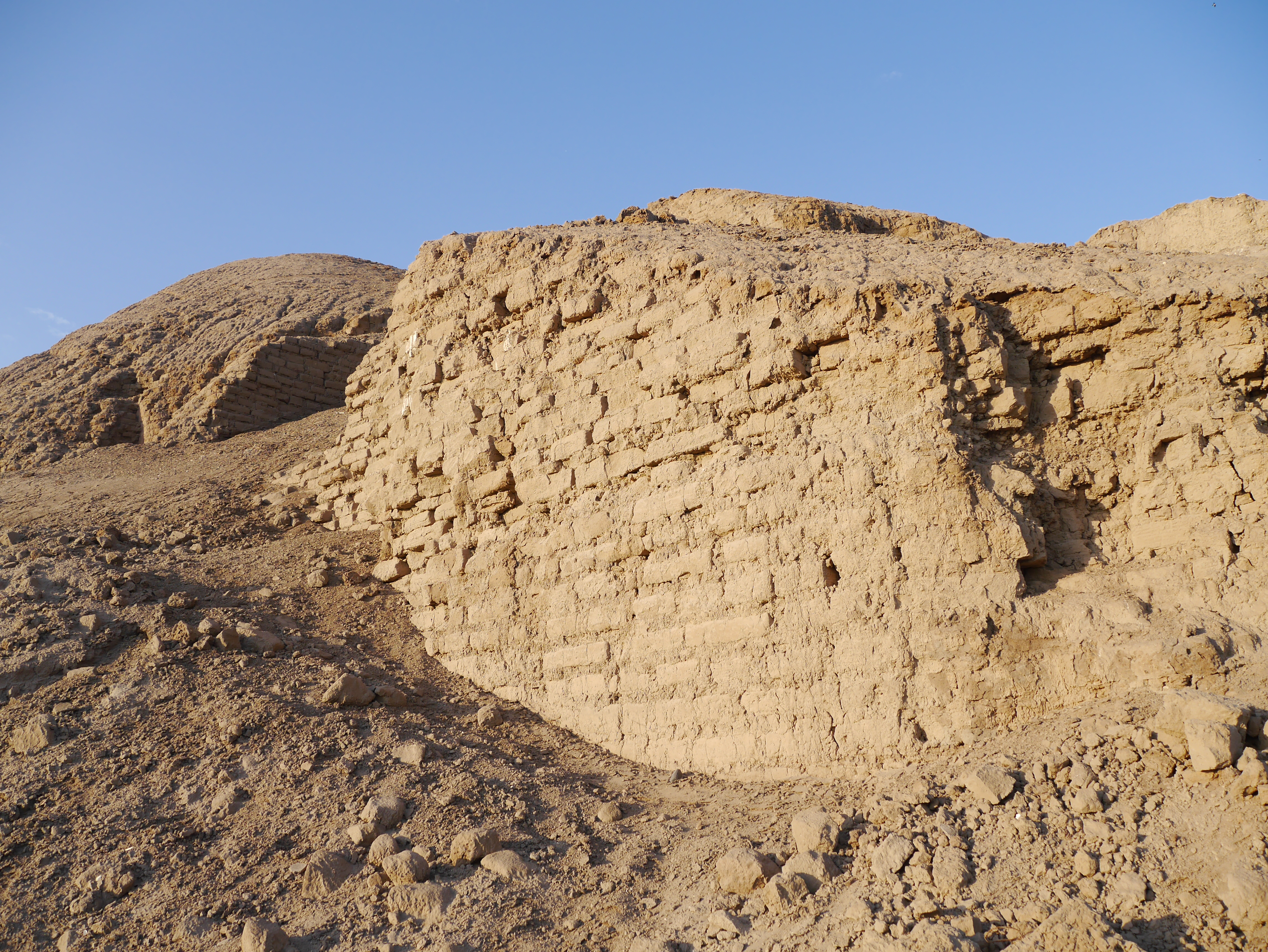
Muros con ladrillos de adobe. Este material fue muy popular para la construcción en la región costera gracias a la facilidad de fabricarlo en grandes cantidades.

### Pirámide principal
La pirámide principal es la característica más destacable del yacimiento. En su momento fue una pirámide escalonada cuya base medía 90 metros de largo y 90 de ancho. Su altura alcanza poco más de 30 metros. Aparte del socavón, a sus pies actualmente se observa un enorme montículo de escombros procedentes de los saqueos. En las paredes de la pirámide se encontraron pintados simples, como el uso del blanco para las estructuras de la cima, y bajorrelieves polícromos, los cuales suelen representar motivos geométricos. También se descubrieron varias escalinatas, patios, oquedades para postes, corredores, una máscara funeraria y cabezas decorativas de mazas que eran usadas a manera de almenas. 

#### Santuario incaico
El altar inca consiste en una abertura realizada en uno de los muros de la cara norte, a la cual se accede subiendo por una pequeña banqueta. Destacan los hallazgos de 2 báculos de madera de estilo inca-chimú. Seguía activo durante la fase virreinal temprana y fue afectado por los intensos saqueos. Después de que estos resultaran mayoritariamente infructuosos, el sector se enterró. Las excavaciones en el cubrimiento encontraron restos de palos para cavar y Spondylus, presuntamente depositados como ofrendas por los lugareños para contrarrestar el sacrilegio que suponía perturbar el santuario.

### Plataforma principal
La plataforma principal servía como plaza de la pirámide. Esta explanada mide 231 metros de largo x 167 de ancho. Alcanza alrededor de 6 metros de altura. Aunque se cree que pudo estar cercada, solamente se conserva la muralla oeste. 

### Muralla oeste
La muralla oeste atraviesa el largo de la plataforma. Actualmente mide 100 metros de longitud, 8 de grosor y 6 de altura. Al parecer, contenía 2 vanos que permitían el acceso de un lado al otro, los cuales se encuentran derrumbados. 

### Otros sectores
En los alrededores del complejo principal, se observan numerosos montículos piramidales adicionales, plataformas y restos de muros. Estos todavía no han sido investigados, por lo que permanecen a la espera de investigaciones arqueológicas.

## Función

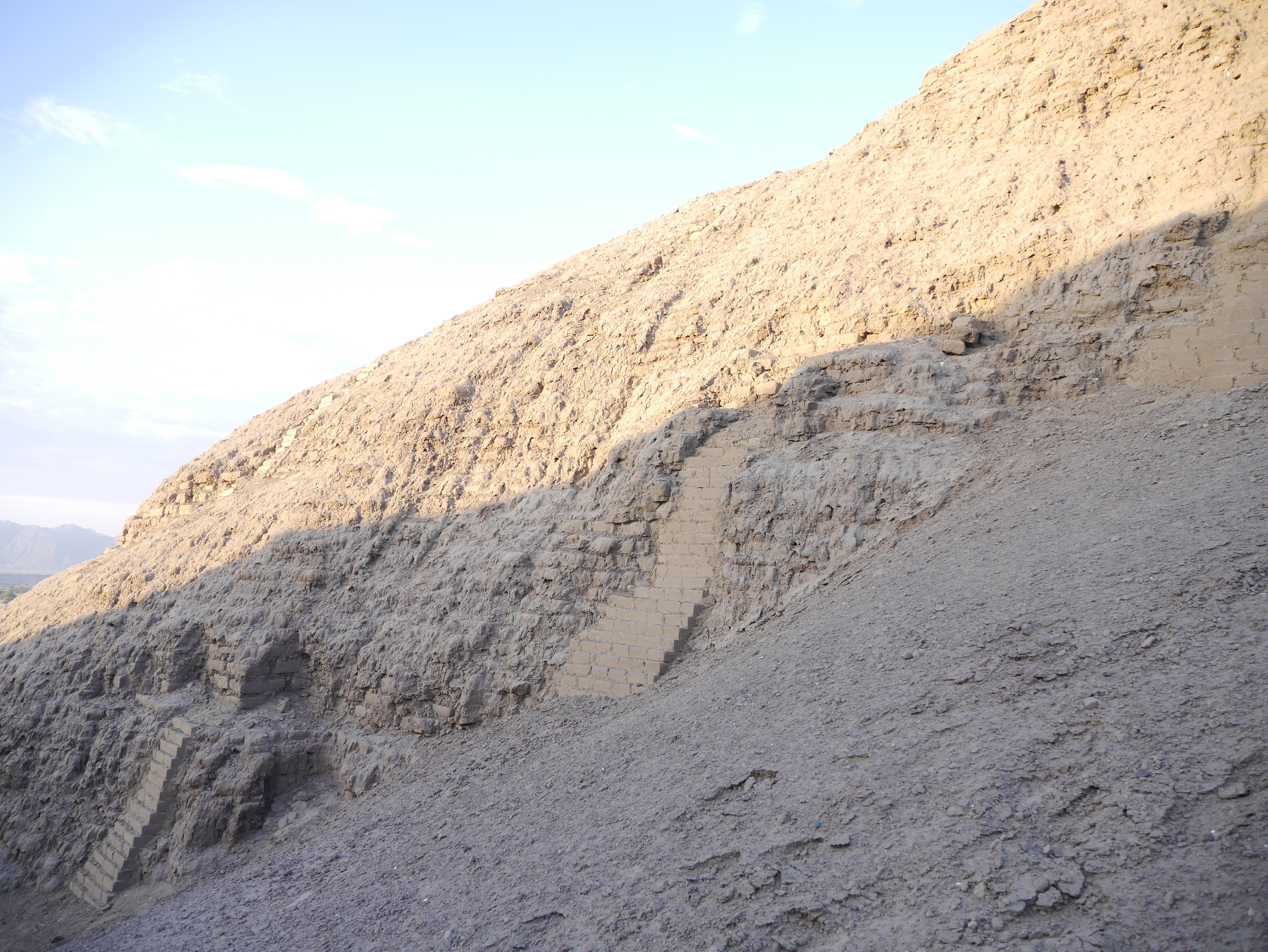
Nótese los efectos de la erosión en los muros

Fungió como un importante centro administrativo, en el cual se realizaban ritos y ceremonias. La pirámide principal fue un escenario de eventos solemnes dentro de la sociedad y religiosidad mochicas. Los frisos y bajorrelieves se concentran en la mitad inferior de esta y tenían la meta de impactar a eventuales visitantes.

## Estado actual
Huaca Dos Cabezas se encuentra en un estado precario, muy aparte del socavón. El avance de los campos agrícolas amenaza con depredar las edificaciones colindantes. En los alrededores se observan abundantes rastros de huaqueo. Una parte de la plataforma principal está destruida, dando lugar a una trocha incompleta. La composición de adobe vuelve al sitio particularmente vulnerable ante la erosión causada por los vientos marinos, arena y lluvias estacionales, situación agravada por la falta de aplicación de medidas de protección y restauración. Hay indicios que sugieren que los propios mochicas adolecieron de complicaciones para lidiar contra la erosión fluvial y humedad.